# Kevin Connolly
Pour les articles homonymes, voir Connolly.
Kevin Connolly est un acteur et réalisateur américain né le 5 mars 1974 à Patchogue, New York (États-Unis).

## Biographie
Kevin Connolly est né le 5 mars 1974 à Patchogue à Long Island dans l'État de New York. Il est le fils d'Eileen J. McMahon, une serveuse, et de John Connolly, un chauffeur poids-lourd,. Il est d'origine irlandaise.

## Carrière

### Débuts
Il commence sa carrière à l'âge de six ans dans des publicités à la télévision, notamment la campagne « Betcha bite a chip » pour les biscuits Chips Ahoy. 
En 1990, il décroche son premier rôle au cinéma dans Rocky 5. Il est ensuite engagé dans la série télévisée Great Scott! aux côtés de Tobey Maguire. La série ne rencontre pas le succès et est très vite arrêtée. Il est toutefois nommé pour un Young Artist Award. Il joue ensuite dans quelques films comme Les Allumés de Beverly Hills ou apparaît dans d'autres séries télévisées comme Wings ou Urgences.

### Percée télévisuelle (années 2000)

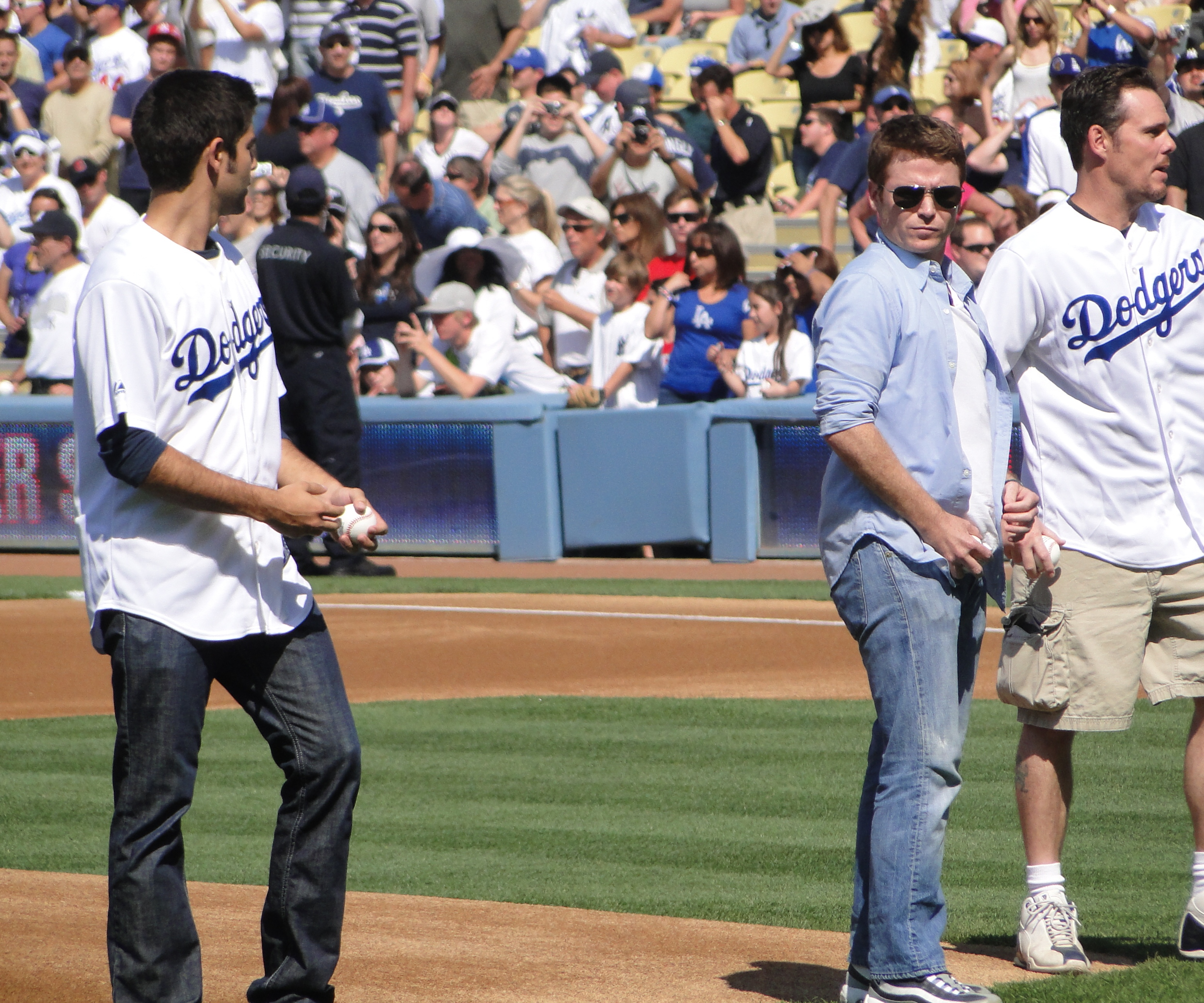
Avec ses collègues de Entourage, au Dodgers Stadium, en juin 2010.

Au début des années 2000, il est davantage présent au cinéma avec des films comme John Q, Antwone Fisher ou encore N'oublie jamais. Mais c'est en 2004 qu'il se fait connaître du grand public en incarnant l'un des rôles principaux de la série Entourage à succès, diffusée sur HBO. L'acteur campe le personnage d'Eric Murphy jusqu'à la conclusion de la série, en septembre 2011, au bout de huit saisons.
Parallèlement, l'acteur tient des seconds rôles dans plusieurs films, comme le drame sportif Secretariat. Mais il s'est aussi lancé dans une carrière de réalisateur : il dévoile son premier long métrage en 2007, le drame indépendant Gardener of Eden, dans lequel il dirige son ami Lukas Haas, mais aussi Giovanni Ribisi et Erika Christensen. Par la suite, il réalise deux épisodes des dernières saisons d'Entourage.

### Réalisation et seconds rôles (années 2010)
Comme acteur, il participe au film indépendant Hotel Noir (2012), puis rejoint la distribution d'une nouvelle série prévue pour la saison 2013-2014, la sitcom : Friends with Better Lives, où l'acteur joue encore le gendre idéal. Ses partenaires de jeu sont  Majandra Delfino, James Van Der Beek, Zoe Lister-Jones et l'ex-mannequin Brooklyn Decker. La série est cependant un échec critique et commercial et ne dépasse pas les treize premiers épisodes commandés.
L'acteur peut compter sur deux projets cinématographiques : il fait partie de la distribution chorale du drame indépendant Bad Luck , puis surtout redevient Eric « E. » Murphy pour le long-métrage Entourage, qui conclut définitivement la série. Il tente de revenir à la rentrée 2015 avec une nouvelle série, la sitcom Fantasy Life, avec Vanessa Williams et Mikaela Hoover, sur les coulisses d'une émission sportive, mais le projet n'aboutit pas.
Finalement, il accepte un rôle récurrent dans l'éphémère série dramatique Pitch, portée par Kylie Bunbury, diffusée fin 2016. Cette même année, il dévoile son second long-métrage comme réalisateur, la comédie dramatique Dear Eleanor, avec Isabelle Fuhrman, Josh Lucas, Liana Liberato et Jessica Alba. Le long-métrage est produit par la société de production Appian Way, fondée par son ami Leonardo DiCaprio. 
Deux ans plus tard sort son troisième long-métrage, le biopic Gotti, dans lequel John Travolta incarne le parrain de la mafia John Gotti. Le film est éreinté par la critique et décroche un très rare 0% sur le site d'agrégations de critiques anglo-saxonnes Rotten Tomatoes.

## Vie privée
De janvier 2005 à juillet 2006, il a été le compagnon de l'actrice et personnalité médiatique américaine Nicky Hilton. 
Kevin a été en couple avec l'actrice Sophie Monk en 2010, rencontrée sur le tournage de la série Entourage. 
De 2013 à 2014, Connolly est en couple avec l'actrice américaine Lydia Hearst. À partir de  juin 2015, il vit ensuite une relation amoureuse avec l'actrice américaine Sabina Gadecki (en). Le couple rompt au cours du mois d'octobre 2016.
Il fréquente ensuite la productrice Francesca Dutton jusqu'à leur rupture en 2018.
Depuis 2019, Kevin Connolly est en relation amoureuse avec l'actrice colombienne Zulay Henao. Elle annonce être enceinte en décembre 2020 via son compte Instagram. Le couple accueille son premier enfant en juin 2021, une fille nommée Kennedy Cruz Connolly,.

## Filmographie

### Cinéma

#### Longs métrages
- 1990 : Rocky 5 (Rocky V) de John G. Avildsen : Chickie
- 1992 : Alan & Naomi (en) de Sterling Van Wagenen (en) : Shaun Kelly
- 1993 : Les Allumés de Beverly Hills (The Beverly Hillbillies) de Penelope Spheeris : Morgan Drysdale
- 1995 : Angus de Patrick Read Johnson (en) : Andy
- 1999 : Tyrone d'Erik Fleming et Chris Palzis : Sam Adams
- 2001 : Don's Plum de R.D Bobb : Jeremy
- 2002 : Devious Beings de Chris Mazzey : Casey
- 2002 : John Q de Nick Cassavetes : Steve Maguire
- 2002 : Antwone Fisher de Denzel Washington : Slim
- 2004 : N'oublie jamais (The Notebook) de Nick Cassavetes : Fin
- 2005 : The Check Up : Mike
- 2009 : Ce que pensent les hommes (He's Just Not That Into You) de Ken Kwapis : Connor Barry
- 2009 : L'Abominable Vérité (The Ugly Truth) de Robert Luketic : Jim
- 2011 : Secretariat de Randall Wallace : Bill Nack
- 2012 : Hotel Noir de Sebastian Gutierrez : Vance
- 2013 : Bad Luck (Reach Me) de John Herzfeld : Roger
- 2015 : Entourage de Doug Ellin : Eric « E. » Murphy
- 2020 : Chick Fight (en) de Paul Leyden : Dr Roy Park
- 2024 : Krazy House (en) de Steffen Haars et Flip van der Kuil : Jesus

#### Séries télévisées
- 1992 : Great Scott! : Larry O'Donnell
- 1993 : Wings : Scotty Nelson
- 1994 : Getting By (en) : Spider
- 1995 : CBS Schoolbreak Special : Robert Sanderson
- 1995 : ABC Afterschool Special : Kevin
- 1995 - 1999 : Unhappily Ever After : Ryan Malloy
- 2001 : First Years (en) : Joe
- 2004 - 2011 : Entourage : Eric « E. » Murphy
- 2007 : Robot Chicken : Cowboy Curtis / Leonard Baker / Le psychiatre / Un ouvrier (voix)
- 2010 : Cubed : Lui-même
- 2014 : Friends with Better Lives : Bobby Lutz
- 2015 : Barely Famous (en) : Lui-même
- 2016 : Pitch : Charlie Graham
- 2019 : The Oath : James Hoke

#### Téléfilms
- 2000 : Graine de héros (Up, Up, and Away !) de Robert Townsend : Malcolm
- 2001 : Sam's Circus de Robert Singer : Caporal John "Little Sarge" Rather
- 2015 : Fantasy Life de Mark Cendrowski : Mitch Berry

### Comme réalisateur
- 1997-1999 : Unhappily Ever After (série télévisée) - 5 épisodes
- 2003 : Whatever We Do (court métrage)
- 2007 : Gardener of Eden
- 2010 : Entourage (série télévisée) - saison 7, épisode 9
- 2011 : Entourage (série télévisée) - saison 8, épisode 7
- 2012 : The Unknown (série télévisée) - saison 1, épisode 3
- 2016 : Dear Eleanor
- 2018 : Gotti

## Voix françaises
En France
| - Jérémy Prévost dans : - Entourage (série télévisée) - Friends with Better Lives (série télévisée) - Bad Luck - Entourage | et aussi - Cédric Dumond dans Les Allumés de Beverly Hills - Pascal Novak dans John Q - Damien Ferrette dans Ce que pensent les hommes - Tony Marot dans Pitch (série télévisée) |

## Distinctions

### Nominations
- 2005 : Satellite Award du meilleur acteur - Série comique pour Entourage
- 2007, 2008, 2009 : Screen Actors Guild Award du meilleure distribution pour une série télévisée comique pour l'équipe d'Entourage
- 2009 : Golden Globe du meilleur acteur dans une série télévisée musicale ou comique pour Entourage